# Amstel Gold Race 2017
Amstel Gold Race 2017 var den 52. udgave af cykelløbet Amstel Gold Race. Det var det 16. arrangement på UCI's World Tour-kalender i 2017 og blev arrangeret 16. april 2017. Løbet blev vundet af belgiske Philippe Gilbert fra Quick-Step Floors.

## Hold og ryttere
| UCI WorldTeams (18)- AG2R La Mondiale - Astana - Bahrain-Merida - BMC Racing Team - Bora-Hansgrohe - Cannondale-Drapac - Dimension Data - FDJ - Katusha-Alpecin - Lotto NL-Jumbo - Lotto-Soudal - Movistar Team - Orica-Scott - Quick-Step Floors - Sky - Team Sunweb - Trek-Segafredo - UAE Team Emirates UCI Professionelle kontinentalthold (6)- Roompot-Nederlandse Loterij - Sport Vlaanderen-Baloise - Wanty-Groupe Gobert - Bardiani CSF - CCC Sprandi Polkowice - Direct Énergie |
| |

### Danske ryttere
- Christopher Juul-Jensen kørte for Orica-Scott
- Jakob Fuglsang kørte for Astana Pro Team
- Matti Breschel kørte for Astana Pro Team
- Michael Valgren kørte for Astana Pro Team
- Mads Würtz Schmidt kørte for Team Katusha-Alpecin

## Resultater
| \| Samlede stilling \| Samlede stilling \| Samlede stilling \| Samlede stilling \| Samlede stilling \| \| Rytter \| Rytter \| Hold \| Tid \| \| \| ---------------- \| ------------------ \| ----------------- \| ---------------- \| ---------------- \| \| 1. \| Philippe Gilbert \| Quick-Step Floors \| 6t 31' 40" \| \| \| 2. \| Michał Kwiatkowski \| Team Sky \| + 0" \| \| \| 3. \| Michael Albasini \| Orica-Scott \| + 10" \| \| \| 4. \| Nathan Haas \| Dimension Data \| + 10" \| \| \| 5. \| José Joaquín Rojas \| Movistar Team \| + 10" \| \| \| 6. \| Sergio Henao \| Team Sky \| + 10" \| \| \| 7. \| Jon Izagirre \| Bahrain-Merida \| + 14" \| \| \| 8. \| Michael Gogl \| Trek-Segafredo \| + 1' 10" \| \| \| 9. \| Sonny Colbrelli \| Bahrain-Merida \| + 1' 11" \| \| \| 10. \| Michael Matthews \| Team Sunweb \| + 1' 11" \| \| |                    |                   |            |
| |                    |                   |            |
| Kilde: ProCyclingStats |                    |                   |            |
| Samlede stilling |                    |                   |            |
| Rytter | Rytter             | Hold              | Tid        |
| 1. | Philippe Gilbert   | Quick-Step Floors | 6t 31' 40" |
| 2. | Michał Kwiatkowski | Team Sky          | + 0"       |
| 3. | Michael Albasini   | Orica-Scott       | + 10"      |
| 4. | Nathan Haas        | Dimension Data    | + 10"      |
| 5. | José Joaquín Rojas | Movistar Team     | + 10"      |
| 6. | Sergio Henao       | Team Sky          | + 10"      |
| 7. | Jon Izagirre       | Bahrain-Merida    | + 14"      |
| 8. | Michael Gogl       | Trek-Segafredo    | + 1' 10"   |
| 9. | Sonny Colbrelli    | Bahrain-Merida    | + 1' 11"   |
| 10. | Michael Matthews   | Team Sunweb       | + 1' 11"   |